# رامون کاخال (مجموعه تلویزیونی)
رامون کاخال: سرگذشت یک اراده (اسپانیایی: Ramón y Cajal: Historia de una voluntad‎) نام یک مجموعه تلویزیونی اسپانیایی به کارگردانی «خوزه ماریا فورکه» است که در سال ۱۹۸۲ منتشر شد.
این مجموعهٔ ۱۰ قسمتی، دربارهٔ زندگی «سانتیاگو رامون ئی کاخال»، پزشک، آسیب‌شناس آناتومیک، بافت‌شناس و عصب‌شناس برجستهٔ اسپانیایی است که در سال ۱۹۰۶ موفق به دریافت جایزه نوبل فیزیولوژی یا پزشکی گردید. قسمت اول این مجموعه، حالتی مستندگونه دارد و به گفتگو با بازماندگان او می‌پردازد، اما ۹ قسمت بعدی، بر پایه فیلم‌نامه‌ای از «سانتیاگو لورن» و «اِرموخنز سائینث»، داستان زندگی او را روایت می‌کند.
این مجموعه در دههٔ شصت شمسی، با نام «رامون کاخال» از تلویزیون ایران دوبله و پخش شد.

## بازیگران
- آدولفو مارسیاک در نقش «سانتیاگو رامون ئی کاخال»
- ورونیکا فورکه
- فرناندو فرنان گومز
- انکارنا پاسو
- امیلیو لیندر
- فرناندو بالبرده رودریگوئز
- دامیان بلاسکو
- میگوئل آنخل گیل دِ آبایه
- ورونیکا لوخان
- آگوستین پوبه‌دا
- خورخه بوسو
- میگوئل ریان
- بئاتریث اِلوریه‌تا
- آدریانو دومینگوئز
- پدرو دل ریو
- اسماعیل مرلو
- سارا مورا
- امیلیو لاگونا

## تولید
تصویربرداری این مجموعه تلویزیونی، در ساراگوسا، هوئسکا، الکالا د هنارس، الچه، بارسلون، والنسیا، مادرید و همچنین خانه‌ای که رامون کاخال سال‌های آخر زندگی خود را در آن گذراند، انجام پذیرفته و ساخت آن، ۱۵۰ میلیون پزوتا، هزینه داشته‌است.